# Солтон
Солто́н (рос. Солтон) — село, центр Солтонського району Алтайського краю, Росія. Адміністративний центр Солтонської сільської ради.

## Населення
Населення — 2770 осіб (2010; 3147 у 2002).
Національний склад (станом на 2002 рік):
- росіяни — 93 %